# Никола Мирчев
Никола Стоилов Мирчев е български художник – живописец, илюстратор и карикатурист.

## Биография
Роден е на 13 ноември 1921 г. в Кюстендил. Като ученик в Кюстендилската гимназия (1938 – 39) рисува и прави плакати за читалището и киното в града. Като член на РМС (1940) участва в редактирането и оформянето на нелегалния в. „Младежка дума“.
Постъпва в Художествената академия в София (1940) в класа по живопис на проф. Борис Митов. Активен член на БОНСС, сътрудник на Окръжния комитет на РМС в Кюстендил (1940 – 42). Поради липса на средства прекъсва следването си и става учител в с. Дъбрава в Добруджа. През есента на 1941 г. продължава образованието си, но поради провал в кюстендилската ремсова организация е арестуван. Осъден е от Военнополевия съд в София на 10 години затвор. През 1942 – 44 г. е политзатворник последователно в Кюстендил, Бургас, Варна, лагера „Братство“ (Бургас). Освободен от Кюстендилския затвор на 8 септември 1944 г. През 1944 – 45 г. е член на Окръжния комитет на РМС в Кюстендил, завежда просветната работа, отпечатва първите си карикатури във в. „Щурмовак“. Член на БКП от 1945 г.
През 1948 г. завършва специалност живопис в Художествената академия в класа на проф. Илия Петров. Става член на СБХ (1948). Едновременно със следването си е художник в ЦК на РМС и ЦК на СНМ, секретар на партийната организация в Академията. През 1946 г. илюстрира първата си книга „Орлов камък“ от Георги Караславов. Никола Мирчев е един от основателите на в. „Стършел“, на който сътрудничи през целия си живот с рисунки и карикатури. Работи като художник в Националния съвет на Отечествения фронт (1947 – 50), издателството на ЦК на БКП (1950 – 52), в. „Работническо дело“ (1952 – 56), в. „Отечествен фронт“ (1956 – 57), главен редактор на сп. „Папагал“ (1959 – 61). На X конгрес на БКП (1971) е избран за член на ЦК на БКП, а през 1972 г. е член на Президиума на НС на ОФ.
Между 1950 и 1952 г. е организационен секретар на Съюза на българските художници; негов главен секретар в периодите 1953 – 1955 и 1963 – 1965, и председател от 1970 до смъртта си през 1973 г. По време на мандата му е построен изложбеният център на Съюза на ул. „Шипка“ 6 в София.
Умира в Париж, където е на лечение. Посмъртно, през 1974 г. излиза книгата на Атанас Стойков „Никола Мирчев“ (изд. „Български художник“).
Неговият син, Ивайло Мирчев, също е художник и председател на СБХ от 2004 г.

## Творчество
Рисува портрети и фигурални композиции. Работи и в областта на илюстрацията, плаката и политическата рисунка. Сред известните му картини са „Април 1876“ (1966), „Румена войвода“ (1969), „От кога се зора зазорила“ (1969), „Дядо Ильо войвода“ (1971). Рисува портрети на лидери на пролетарското движение като Владимир Илич Ленин, Феликс Дзерджински, Емил Шекерджийски, Димитър Благоев, Тодор Живков, на хора от семейството си, както и един автопортрет през 1971 г.
Карикатурите му са на външнополитическа тематика и се отличават с експресивен рисунък, силна типизация на образите и сарказъм. Занимава се и с художествено оформление, като създава политически плакати и илюстрира много книги, сред които: „Български народни приказки“ от Ран Босилек, „Тютюн“ от Димитър Димов, „Ленко“ от Георги Караславов, „Чипоноско в подземния свят“ от Йордан Милтенов, „Няма що“ от Емилиян Станев.
Негови творби са притежание на НХГ, СГХГ, галериите в Кюстендил, Търново, Шумен, Карлово, Плевен, както и на редица други държавни сбирки в страната и чужбина: Русия, Полша, Кипър и др.

## Отличия и награди
Никола Мирчев е двукратен носител на Димитровска награда през 1951 и 1972 г.
През 1970 г. е удостоен със званието Народен художник.
Носител е на ордените „9 септември 1944 г.“ I ст. (1954), „Кирил и Методий“ I (1963) и „Георги Димитров“ (1971) г.

## Памет
На Никола Мирчев е наречена улица в кварталите „Изток“ и „Изгрев“ в София (Карта).